# Papaver setosum
Papaver setosum är en vallmoväxtart som först beskrevs av Alexandr Innokentevich Tolmatchew, och fick sitt nu gällande namn av Galina A. Peschkova. Papaver setosum ingår i släktet vallmor, och familjen vallmoväxter. Inga underarter finns listade i Catalogue of Life.